# Rhicnobelus metallicus
Rhicnobelus metallicus är en skalbaggsart som först beskrevs av Francis Polkinghorne Pascoe.  Rhicnobelus metallicus ingår i släktet Rhicnobelus och familjen Belidae. Inga underarter finns listade i Catalogue of Life.